# Národní park Západní Bali
Národní park Západní Bali (indonésky Taman Nasional Bali Barat) je národní park nacházející se v oblasti Buleleng na indonéském ostrově Bali a zahrnuje asi 5 % jeho území. Rozloha parku je asi 190 čtverečních kilometrů, z toho pevninu zabírá 158 čtverečních kilometrů a zbytek tvoří moře. Na severu parku se nachází 1 km dlouhá pláž, útes a ostrůvky. Západně od parku se nachází přístav v Gilimanuku a východně od parku vesnice Goris. Z Gilimanuku a Singaraji se lze do parku dostat po silnicích, k dopravě sem je možné využít také lodní dopravu z východojávského města Ketapang.
Park zahrnuje několik přírodních stanovišť, konkrétně savany, mangrovové, horské a smíšené monzunové lesy a atoly. Ve středu parku se nacházejí čtyři pleistocenní sopky, z nichž největší, Gunung Patas, měří 1 412 metrů nad mořem.

## Fauna a flóra

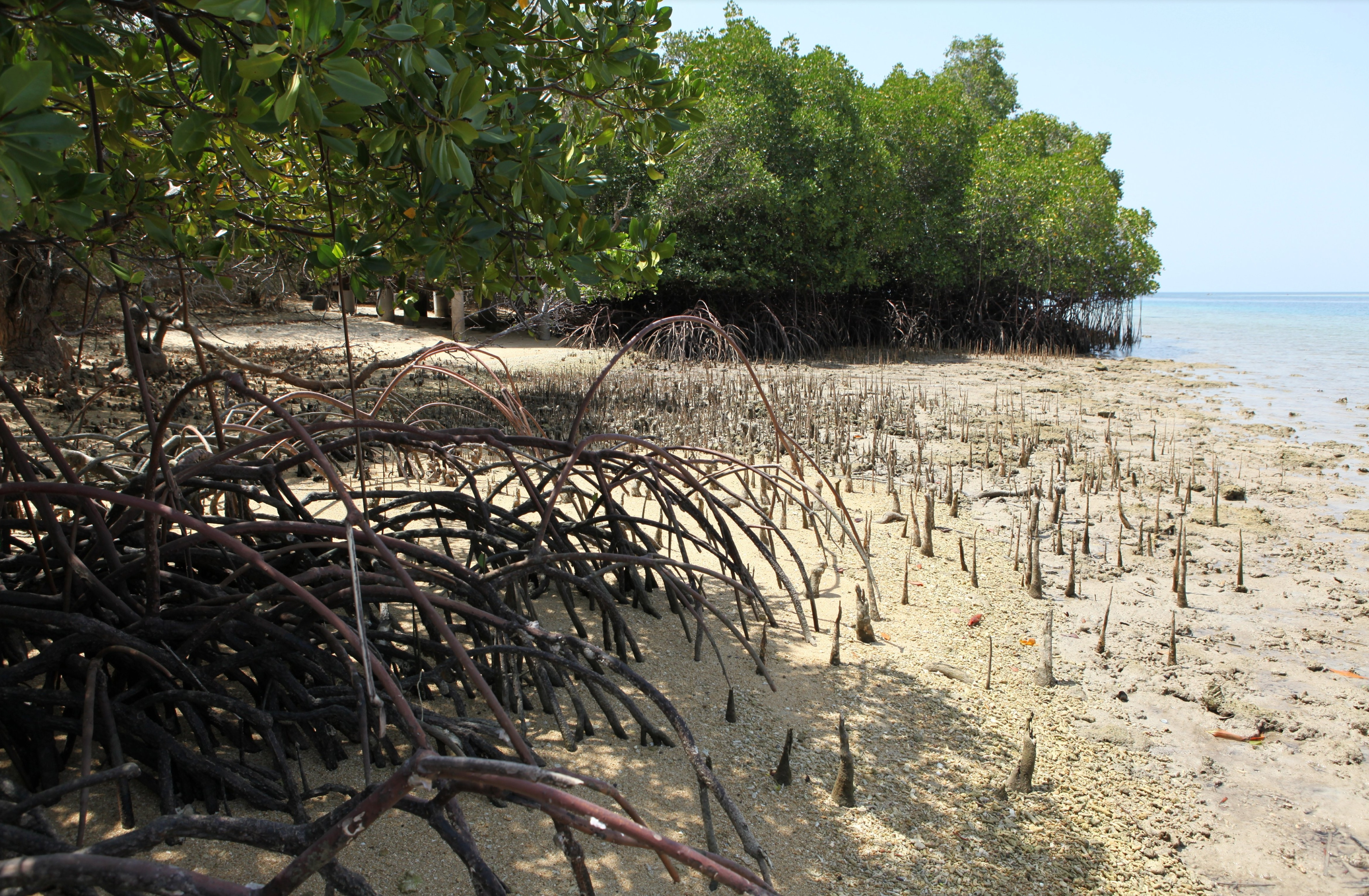
Mangrovy v parku

V parku žije asi 160 druhů zvířat, jako banteng (Bos javanicus), prase divoké (Sus scrofa), sambar ostrovní (Rusa timorensis), muntžak sundský (Muntiacus muntjak), hulman jávský (Trachypithecus auratus), kaloň malajský (Pteropus vampyrus), kočka bengálská (Prionailurus bengalensis), vlaštovka obecná (Hirundo rustica), rezavohrdlá (Hirundo tahitica) a skalní (Cecropis daurica), žluva černošíjná (Oriolus chinensis), straka tmavá (Crypsirina temia), orlík chocholatý (Spilornis cheela), klecho rezavolící (Hemiprocne coronata), mandelík východní (Eurystomus orientalis), rýžovník šedý (Lonchura oryzivora), marabu indomalajský (Leptoptilos javanicus), ťuhýk královský (Lanius schach), nesyt bílý (Mycteria cinerea), ledňáček posvátný (Todiramphus sanctus), lelek savanový (Caprimulgus affinis), kareta pravá (Eretmochelys imbricata) či varan skvrnitý (Varanus salvator). Vyskytuje se zde také kriticky ohrožený pěvec majna Rothschildova (Leucopsar rothschildi) a pocházejí odtud poslední pozorování vyhynulého tygra balijského (Panthera tigris balica).
Z rostlin v parku lze jmenovat druhy Pterospermum diversifolium, antidesmu Antidesma bunius, pukol Lagerstroemia speciosa, santalovník bílý (Santalum album), tungovník molucký (Aleurites moluccanus), lejnici smradlavou (Sterculia foetida), kusumbu Schleichera oleosa, dvojkřídláč Dipterocarpus hasseltii, garcínii Garcinia dulcis, alstonii Alstonia scholaris, dalbergii Dalbergia latifolia či manilkaru Manilkara kauki.